# Wagnismentalität
Wagnismentalität ist die Geisteshaltung eines Menschen, die seine Einstellung und sein Verhalten in risikohaltigen Situationen charakterisiert. Sie präsentiert sich in der Praxis auf einer breiten Skala unterschiedlicher Verhaltensweisen.

## Phänomen
Menschen reagieren aufgrund ihrer Veranlagung und ihres entwickelten Persönlichkeitsprofils mit sehr unterschiedlichem Verhalten, wenn sie mit gefahrenträchtigen Aufgaben, Anforderungen und Situationen konfrontiert werden. Die Spanne reicht von mutloser Verweigerung, wenn die Gefahr zu überfordern scheint über das selbstbewusst-mutige Angehen einer als lohnend angesehenen Aufgabe bis hin zu einem unüberlegten tollkühnen Ausleben von extremen Reizgenüssen. Weithin bekannt sind die von der Wagnisforschung herausgearbeiteten Verhaltensalternativen „Erstarrung“, „Flucht“ oder „Angriff“. Ob ein Mensch sich draufgängerisch oder zögerlich, mutig oder feige in seinen Entscheidungen und Handlungen zeigt, resultiert maßgeblich aus seiner spezifischen Wagnismentalität. Diese kann in verschiedenen Lebenslagen, in Beruf, Sport oder Alltagsleben, auf physischem, intellektuellem oder sozialem Gebiet, unterschiedlich ausgeprägt in Erscheinung treten und ist in einer Reihe von Wissenschaftsgebieten intensiv erforscht worden:
So unterscheidet etwa der ungarische Wissenschaftler Michael Bálint aus psychoanalytischer Sicht zwischen der konträren Geisteshaltung des Philobaten und des Oknophilen. Während ersterer die Herausforderung auch gefährlicher Aufgaben unter Hintanstellung der Scheiternsmöglichkeiten „liebt“ und anstrebt, tendiert der Oknophile mit seiner gegensätzlichen Wagnismentalität eher zur Vermeidung risikobehafteter Situationen. Während die eine Mentalität nach Bálint dabei eher den Gewinn über das Wagnis im Blick hat und sich das Management der Risiken zutraut, sieht der Gegentypus vorrangig die Scheiterns- und Schadensmöglichkeit, die sich aus einem Einlassen ergeben könnten und schätzt diese als zu gravierend ein für seine Handlungsentscheidungen.
Der amerikanische Physiologe Marvin Zuckerman beschäftigt sich aus der Sicht seiner Forschungsrichtung mit einem Menschentypus, den er nach seiner hervorstechenden Persönlichkeitseigenschaft als „Sensationssucher“ bezeichnet. Dieser wird durch die relativ stabile Verhaltenstendenz charakterisiert, gern extreme, auch gefahrenträchtige Eindrücke, Erfahrungen und Erlebnisse zu sammeln, die ihm aufgrund des Reizmechanismus von Adrenalinschüben eine Intensivierung des Lebensgefühls versprechen.
Der Experimentalpsychologe Siegbert A. Warwitz differenziert zwischen „Risikern“ und „Wagenden“: Während erstere vor allem an Betätigungen interessiert sind, die einen Nervenkitzel versprechen und den Adrenalinspiegel steigen lassen, folgt der Wagende einer lohnenden, aber gefährlichen Aufgabe, bei der das Risiko nicht gesucht, sondern für das Erreichen der als wertvoll und lohnend gesehenen Zielsetzung nur als unvermeidlich inkauf genommen wird.
Eine bestimmte Wagnismentalität kann sowohl den einzelnen Menschen als auch eine ganze Gesellschaft charakterisieren. Dies ist für die persönliche Entwicklung und Karriere des Einzelnen ebenso wie für die Reformfreude und Erneuerungsbereitschaft ganzer Gesellschaften von erheblicher Bedeutung: Die Ergebnisse der interdisziplinär arbeitenden Wagnisforschung zeigen, dass es bei der Wagnismentalität nicht um eine von Geburt an vorgegebene unveränderliche Eigenschaft des Menschen geht, die seinen weiteren Lebensweg schicksalhaft begleitet. Es handelt sich vielmehr um eine von vielen anlagemäßigen Dispositionen, die durch gewisse äußere Ereignisse oder Maßnahmen jederzeit veränderbar sind, solange der Einzelne sich als flexibel und bildungsfähig erweist. Da sich aber ohne eine bildungsmäßige Beeinflussung mit der Zeit bestimmte Verhaltensstereotype verfestigen können und den spezifischen Charakter und die persönlichkeitstypische Wagnismentalität einer Persönlichkeit dann dauerhaft prägen, versucht die im Bereich der Erziehungswissenschaft entstandene Wagniserziehung die erkannte Veränderbarkeit durch Lernprozesse zu nutzen, um auf die Entwicklung der Persönlichkeit und im Weiteren auf die der gesamten Gesellschaft in Richtung einer reflektierten, ausgewogenen Wagnisbereitschaft positiv Einfluss zu nehmen.  Dieser Aufgabe haben sich in der pädagogischen Praxis beispielsweise in besonderer Weise die Eliteschulen Hahnscher Prägung angenommen, die in vielen Ländern der Welt entstanden, zum Beispiel die Schule Schloss Salem in Süddeutschland oder Gordonstoun in Schottland.

## Praxisrelevanz
Das Entwickeln einer ausgewogenen Wagniskompetenz ist schon im Alltagsleben von Bedeutung. Sie dient dazu, sich auch mit Gefahren verbundene Aufgaben zuzutrauen und Schwierigkeiten mutig zu überwinden. Es gilt, Beharrungstendenzen aufzubrechen, scheinbare persönliche oder gesellschaftlich bedingte Grenzen zu sprengen und in Problemlagen nicht zu resignieren, sondern neue Handlungsmöglichkeiten zu erkunden und auszuprobieren. Im Schulleben ist sie geeignet, über erlebnispädagogische Methoden und Inhalte Spannung und Motivation in das Unterrichtsgeschehen einzubringen. Im sozialen Umfeld ermöglicht sie, unangenehme Problemlösungen nicht auf andere zu verschieben, sondern mutig Zivilcourage zu praktizieren. Das Entwickeln einer Wagniskompetenz ist für den Aufbau charakterlicher Stabilität ebenso von Bedeutung wie für den gesellschaftlichen Aufstieg, der das Verarbeiten von Rückschlägen und Selbstüberforderungen einschließen kann.

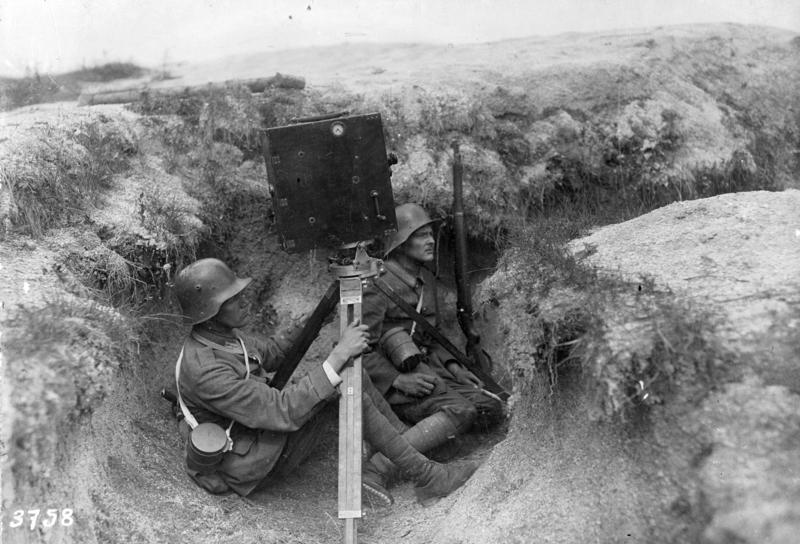
Kriegsberichterstatter im Schützengraben des Ersten Weltkriegs (1917)

In zahlreichen Berufen gehört die Ausbildung von Wagniskompetenz zu den elementaren Voraussetzungen, um erfolgreich sein zu können. So braucht beispielsweise der angehende Unternehmer eine von Zuversicht in die eigenen Fähigkeiten und Fertigkeiten, von Dynamik und Kreativität gekennzeichnete Gründer-Mentalität, die auch Rückschläge zu verkraften bereit ist und einen langen Atem hat. Der Schauspieler muss an sich selbst glauben, um erfolgreich sein zu können und sein Sendungsbewusstsein für die Kunst mit Durchhaltevermögen und Frustrationstoleranz stabilisieren. Der Kriegsberichterstatter ist in seinem gefährlichen Beruf gefordert, ein starkes Engagement aufzubringen, um die Schrecken der kriegerischen Ereignisse vor Ort aufnehmen und das Kriegsgeschehen möglichst objektiv dokumentieren und vermitteln zu können. Es gilt, dabei die eigene Gefährdung verantwortungsbewusst in Grenzen zu halten.

## Bewertung
Der Begriff Wagnismentalität kennzeichnet zunächst nur eine formale Eigenschaft ohne eine ethische Zuordnung. Diese ergibt sich erst mit einer negativen, fehlenden oder positiven Wertausrichtung.
Bei der Bewertung des Umgangs mit Risiken und Gefahren unterscheidet die Wagnisforschung zwischen einem reinen Risikohandeln, das vor allem den Kick sucht, wie es sich etwa bei den illegalen Straßenrennen, beim S-Bahn-Surfen oder anderen, vorrangig dem Nervenkitzel dienenden Challenges darstellt und verantwortungsbereitem Wagen, wie es beispielsweise in Wagnissportarten wie dem Fallschirmspringen oder in Berufen wie der Bergrettung oder Zirkusakrobatik in Erscheinung tritt. Für den die Begegnung mit dem Gefahrenpotenzial seiner Sportart gut ausgebildeten Flugsportler oder den für gefährliche Rettungseinsätze hoch trainierten Spezialisten einer Sondereinheit gilt eine andere ethische Einstufung als für den Autobahnraser, der sein Leben um eines bloßen Reizes willen leichtsinnig aufs Spiel setzt.
Es handelt sich um ethisch fundamental unterschiedliche Einstellungen, die das Verantwortungsbewusstsein und Wertgefüge des Einzelnen betreffen und entsprechend notwendigerweise differenzierende Betrachtungsweisen und Bewertungen des Problemkomplexes erfordern. So kommen Forscher, die sich mehr auf die Auswüchse von Risikohandlungen fokussieren zu anderen Bewertungen als Wissenschaftler, die mehr das ethisch und sozial bedeutsame Potenzial des Wagens in den Blick nehmen und sich daher auch begrifflich von ihnen abgrenzen:
Im pädagogischen und gesellschaftspolitischen Bereich besteht weitestgehend Konsens, dass eine gesunde Wagnismentalität und eine ausgewogene Wagnisbereitschaft Grundvoraussetzungen für jede optimale persönliche und gesellschaftliche Fortentwicklung sind und dass eine professionelle Wagniserziehung ihren Beitrag dazu leisten kann.